# منظمة إيوكا-ب

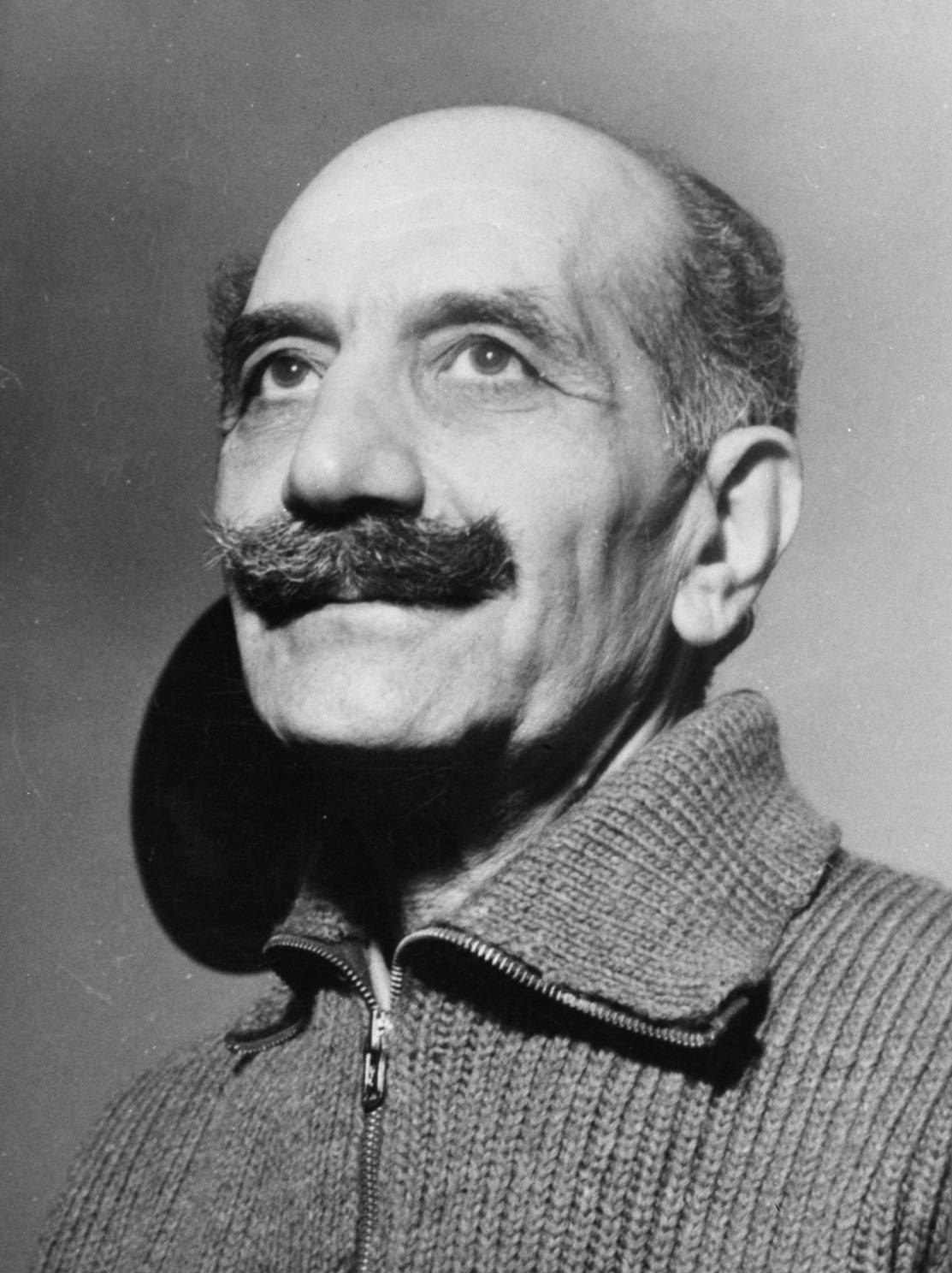
مؤسس منظمة إيوكا-ب المتطرفة جورجيوس غريفاس

كانت إيوكا-ب (بالإنجليزية: EOKA-B)‏ (/eɪˈoʊkə/) منظمة شبه عسكرية قبرصية يونانية تشكلت في عام 1971 من قبل الجنرال جورجيوس جريفاس («ديجينيس»). لقد اتبعت أيديولوجية قومية يمينية متطرفة وكان الهدف النهائي هو تحقيق ( اتحاد) قبرص مع اليونان. خلال تاريخ المنظمة القصير، كان الهدف الرئيسي للمنظمة هو منع أي محاولة لفرض ما اعتبرته المنظمة تسوية غير مقبولة لقضية قبرص المختلف عليها على الشعب القبرصي اليوناني. بالإضافة إلى ذلك، صاغت المنظمة خططًا مختلفة للإطاحة بالرئيس مكاريوس. واصلت المنظمة أنشطتها حتى أعلنت رسميًا حلها في 11 شباط عام 1978.
بسبب هجماتها العنيفة على المدنيين الأتراك، تم اعتبارها منظمة إرهابية وتم حظرها من قبل جمهورية قبرص بعد وفاة جورج غريفاس. ومن بين الهجمات التي تتحمل مسؤوليتها مجازر ماراثا وسانتالاريس وألودا. كما تم اعتقال أعضاء إيوكا-ب بتهمة اختطاف نجل الرئيس سبيروس كيبريانو. وللتورط في اغتيال السفير الأمريكي رودجر بول ديفيز.  أسقطت محكمة قبرصية تهم القتل في 4 حزيران عام 1977 ضد الرجلين المتهمين بقتل السفير. وفقًا لمراسل صحيفة واشنطن بوست في قبرص خلال السبعينيات جوزيف دبليو فيتشيت، كان أعضاء إيوكا-ب «مدفوعين بمزيج من الوطنية والمال والذكورية».

## تشكيل وتكوين المُنظمة
أسس الجنرال جورج جريفاس منظمة إيوكا-ب كمحاولته التنظيمية الأخيرة قبل وفاته في 17 كانون الثاني 1974. كان جريفاس قائد عسكري مناهض للشيوعية بشدة خلال الحرب الأهلية اليونانية، وكان من بين مؤسسي منظمة إيوكا الأصلية في أوائل الخمسينيات من القرن الماضي. بعد إعلان دولة قبرص المستقلة، تولى جريفاس القيادة العليا للقوات القبرصية اليونانية المنظمة تحت إشراف الحرس الوطني وكذلك الفرقة العسكرية اليونانية في أوائل الستينيات. بعد إنذار تركيا في تشرين الثاني 1967 المتعلق بحماية حق القبارصة الأتراك بالعملية السياسية في قبرص، استدعاه المجلس العسكري اليوناني إلى أثينا، ليعود تحت الغطاء في عام 1971.

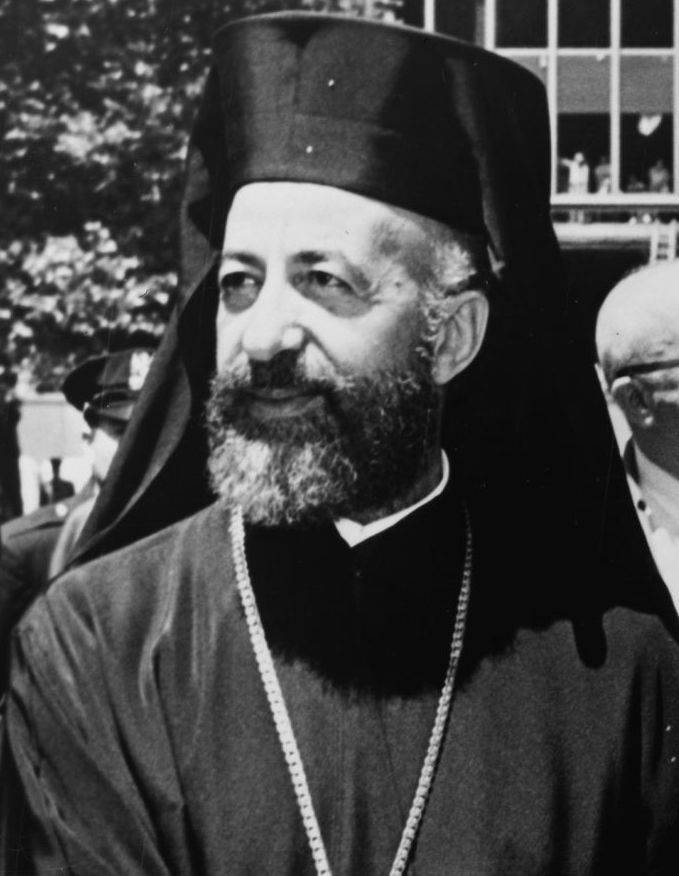
المطران مكاريوس رئيس قبرص

بعد عودة جريفاس إلى قبرص في عام 1971، أنشأ إيوكا-ب ردًا على انحراف الرئيس المطران مكاريوس عن سياسة التوحيد مع اليونان في عام 1959 وإعادة التأكيد على هذا الموقف أثناء إعادة انتخابه في عام 1968. حاول جريفاس جنبًا إلى جنب مع منظمته الجديدة، طرد مكاريوس بالقوة من أجل تفعيل هدفه الأصلي المتمثل في اينوسيس (الوحدة) مع اليونان.
بين الأعوام 1955-1959 كان يُنظر إلى منظمة إيوكا الأصلية من قبل غالبية القبارصة اليونانيين على أنهم مقاتلون من أجل الحرية مناهضين للاستعمار، لم تكن المنظمة الجديدة تحظى بالدعم الساحق من السكان القبارصة اليونانيين، ولكن كان هناك دعم واضح من فئات مختلفة من الشعب والسياسيين. كما دعا مكاريوس إلى إجراء انتخابات بعد محاولة اغتيال فاشلة استهدفته، وفاز تحالفه بـ 27 مقعدًا من أصل 35 مقعدًا. كان المؤيدون الرئيسيون لإيوكا-ب من المؤيدين لمايعرف باسم انوسيس أي الوحدة مع اليونان والذين فازوا بسبعة مقاعد في الانتخابات السابقة، بالإضافة إلى مقاتلي إيوكا الأولى القدامى الذين شعروا أنهم لم يتلقوا الاعتراف الذي يستحقونه بعد الثورة، والعسكريين اليمينيون وبعض العناصر المؤيدة للكنيسة. المقاومة المسلحة المنظمة والوحيدة لإيوكا-ب جاءت من احتياطي الجيش القبرصي اليوناني، وهي قوة شرطة خاصة أنشأها مكاريوس وأعضاء الحزب الاشتراكي "EDEK" بالإضافة إلى أنصار مكاريوس المسلحين في كل بلدة.لم ينظم الحزب الشيوعي "AKEL"، على الرغم من المعارضة اللفظية المعتدلة لإيوكا-ب، لم ينظم أي شكل من أشكال المقاومة ضده.

## الانقلاب والغزو التركي
عندما توفي جريفاس بسبب قصور في عضلة القلب في 27 كانون الثاني عام 1974، أصبحت إيوكا تحت السيطرة المباشرة والتأثير من المجلس العسكري في أثينا. كانت المنظمة المتطرفة على وشك الانحلال بحلول تموز عام 1974. ومع ذلك، في 15 تموز من ذات العام، استخدم الديكتاتور اليوناني ديميتريوس يوانيدس الحرس الوطني الذي كان يقوده ضباط يونانيون ويتألف من مجندين من القبارصة اليونانيين، ومنظمة إيوكا-ب لشن انقلاب عسكري. حاول أعضاء من إيوكا-ب اغتيال مكاريوس لكنهم فشلوا، وهرب إلى لندن. تم تنصيب نيكوس سامبسون كرئيس جديد لقبرص.
أثار هذا الإجراء غزوًا تركيًا لقبرص في 20 تموز عام 1974وذلك لمعرفة الأتراك أن حقوق أشقائهم القبارصة الأتراك سيتم الغاءئها في قبرص وبالتالي سيتم التحكم بهم والإساءة لهم دون رادع، مع العلم بأنه كانت هناك محاولات داخل الأروقة السياسية للمفاوضات دون الوصول إلى نتيجة مرضية للطرفين،  مما أدى إلى تقسيم الجزيرة بحكم الأمر الواقع لاحقًا. فاجئ الغزو التركي إيوانيدس وفشل في إقناع الجنرالات اليونانيين أو إجبارهم على إرسال تعزيزات عسكرية إلى قبرص. أدى الإطاحة اللاحقة بالمجلس العسكري اليوناني إلى استقالة سامبسون في 23 تموز عام 1974.
في 14 آب عام1974، شنت تركيا غزوًا ثانيًا لقبرص. وبحلول نهاية الأعمال العسكرية، توصل القبارصة الأتراك واليونان إلى اتفاقية يتم بموجبها إجبار ترحيل حوالي 180 ألف قبرصي يوناني من منازلهم الموجودة ضمن المناطق الشمالية المسيطر عليها من الجيش التركي وإعادة توطينهم في القسم الجنوبي من الجزيرة، بينما أُجبر 80 ألف قبرصي تركي على إخلاء منازلهم في الجنوب وتوطينهم في شمال الجزيرة. وقُتل آلاف آخرون في مذابح عنصرية متطرفة كمجزرة القرى الثلاثة الدموية بحق القبارصة الأتراك، وأُدرج العديد من الأشخاص في عداد المفقودين من الطرفين نتيجة لهذا العداء السياسي.

### مجازر 14 آب 1974

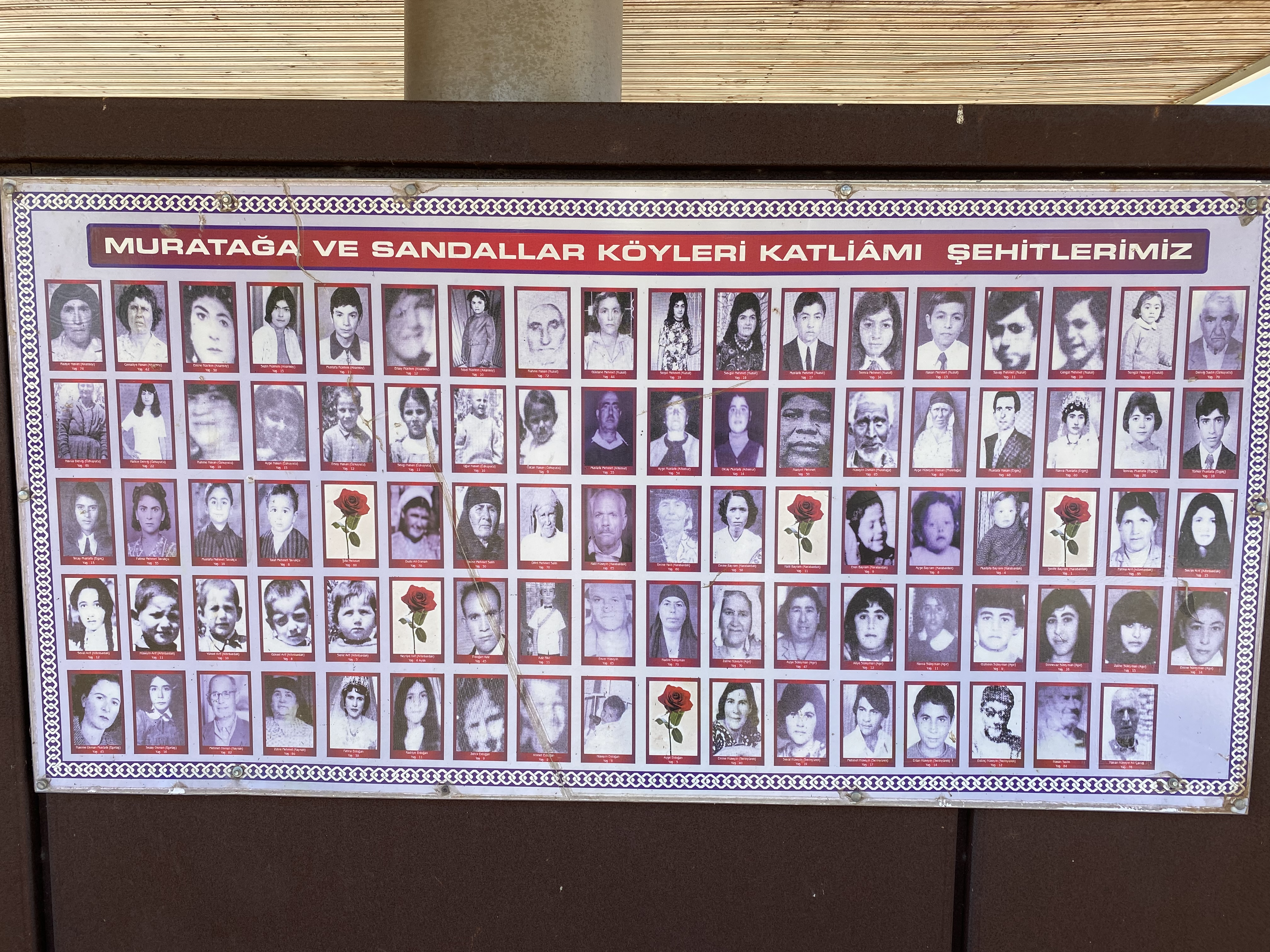
صور ضحايا منظمة إيوكا-ب في مجزرة القرى الثلاثة

في 14 آب خلال الغزو، ارتكبت إيوكا-ب مجازر وجرائم ضد القبارصة الأتراك في ماراثا وسانتالاريس وألودا وتوشني وكيتي. لقد ذبحوا 84 شخصا بين أطفال ونساء وعجزة من القبارصة الأتراك من قرية توشني، تاركين فقط شخصا واحدا على قيد الحياة. كما قُتل 126 شخصًا في قرى مارثا وسانتالاريس وألودا باستخدام الأسلحة البيضاء والأسلحة النارية الرشاشة.

### شهادة لاحقة
في 17 نيسان 1991، أدلى السفير نيلسون ليدسكي بشهادته أمام لجنة العلاقات الخارجية بمجلس الشيوخ الأمريكي بأن «معظم» الأشخاص المفقودين «اختفوا في الأيام الأولى من تموز 1974، قبل الغزو التركي بأيام قليلة. قُتل العديد من الجانب اليوناني على أيدي القبارصة اليونانيين في القتال بين مؤيدي مكاريوس وسمبسون».